# Padrona del suo destino
Padrona del suo destino (Dangerous beauty) è un film del 1998 diretto da Marshall Herskovitz, basato sulla biografia The honest courtesan di Margaret F. Rosenthal.

## Trama
Nella seconda metà del XVI secolo, Veronica Franco è una ragazza affascinante, ma non appartiene a nessuna delle agiate famiglie veneziane. Il suo sincero amore per Marco Venier, prossimo a divenire senatore, è teneramente ricambiato. Tuttavia non possono sposarsi perché la posizione sociale della fanciulla non è all'altezza, e Marco deve così convolare a nozze con la nobile Giulia de Lezze.
Paola, madre di Veronica, decide di risollevare le sorti economiche della famiglia facendo della figlia una cortigiana. Dopo l'iniziale riluttanza, Veronica non sa resistere all'idea di poter acculturarsi come poche altre donne veneziane. Diventa così la più desiderata tra le prostitute cittadine d'alto bordo: i suoi favori sono richiesti da ministri, aristocratici e membri del clero, finché la sua attività giunge ad assumere una portata politica, quando Venezia, ormai impelagata in una nuova guerra contro gli ottomani, vuole ingraziarsi il re francese Enrico III.
Durante la guerra, la vita in città è funestata da un'epidemia di peste, in cui la Chiesa vede un segno del castigo divino per i licenziosi costumi dei veneziani. Finiti conflitto ed epidemia, le colpe ricadono sulla cortigiana più desiderata, Veronica, che deve comparire dinnanzi al tribunale dell'Inquisizione con l'accusa di stregoneria. Marco, con cui ha nel frattempo riallacciato una relazione, la supplica di confessare ma, dopo una notte passata in carcere, Veronica attacca l'ipocrisia di chi la circonda, di chi, pur avendo goduto del suo corpo e delle sue grazie, non accetta che una donna possa avere un simile potere. Si pente di non aver potuto percorrere altre strade, non della sua vita.
Mentre sta per essere pronunciata la sentenza capitale, Marco si dichiara suo complice, incitando i ministri e i patrizi presenti ad ammettere, alzandosi in piedi, i loro adulteri e i loro vizi. Veronica si assume ogni responsabilità, ma il senatore insiste fino a ottenere il risultato sperato, salvando la vita all'amata.